# Didogobius kochi
Didogobius kochi é uma espécie de peixe da família Gobiidae e da ordem Perciformes.

## Morfologia
- Os machos podem atingir 5,8 cm de comprimento total.[4][5]

## Habitat
É um peixe marítimo, de clima subtropical e demersal que vive entre 6–30 m de profundidade.

## Distribuição geográfica
É encontrado no Oceano Atlântico oriental: nas Ilhas Canárias.

## Observações
É inofensivo para os humanos.